# Pee Wee Hunt
Pee Wee Hunt, geboren als Walter Gerhardt Hunt (Mount Healthy, 10 mei 1907 - Plymouth, 22 juni 1979), was een Amerikaanse jazzmuzikant (zang, trombone) en orkestleider van de dixieland.

## Biografie
Pee Wee Hunts moeder speelde banjo, zijn vader viool. Op jeugdige leeftijd trad Hunt op als banjospeler in een plaatselijke band, toen hij het college aan de Ohio State University bezocht. Tijdens deze periode wisselde hij naar de trombone. In 1928 werd hij lid van het orkest van Jean Goldkette. In 1929 was hij uiteindelijk een van de mede-oprichters van het Casa Loma Orchestra en werkte hij mee aan diens eerste plaatopnamen. Hij verliet het ensemble in 1943 om in Hollywood te gaan werken als radio-diskjockey. Tijdens de Tweede Wereldoorlog behoorde hij tot de handelsmarine.
Na afloop van de oorlog keerde hij in 1946 terug naar de westkust en had hij in september 1948 een nummer 1-hit met Twelfth Street Rag. Het nummer bleef 32 weken in de top 10. Een verder succes had hij in 1953 met het nummer Oh! dat 23 weken in de top 20 bleef op positie 3. Als Pee Wee Hunt and his All-Flea Dixieland Band werd hij geparodeerd in Tex Averys MGM-animatiefilm Dixieland Droopy (1954). Tot een van zijn latere bands behoorde ook de drummer Danny D'Imperio. Verdere nummers van zijn orkest, die Hunt meestal inspeelde voor Capitol Records, waren High Society, Please Don't Talk About Me When I'm Gone, Lullaby of Birdland/It's All Been Done Before, Wabash Blues (1947) en de Basin Street Blues (Regent, 1948). 

## Overlijden
Pee Wee Hunt overleed in juni 1979 op 72-jarige leeftijd na een langdurige ziekte in Plymouth, waar ook zijn partner Glen Gray uit het Casa Loma Orchestra woonde. Hunt werd onderscheiden met een ster op de Hollywood Walk of Fame.